# Deuteronomos illineata
Deuteronomos illineata là một loài bướm đêm trong họ Geometridae.